# 이동전화 식별번호 010 통합추진 사건
이동전화 식별번호 010 통합추진 사건은 이동전화 식별번호 통합추진 위헌확인을 구하는 대한민국 헌법재판소 판례이다.

## 사실관계
청구인은 휴대전화 2세대 서비스 이용계약자로 2011년 1월 11일과 2011년 7월 7일 사업자에게 현재 사용하는 번호를 그대로 유지한 채 3세대 서비스에 대한 이용계약의 체결을 요청했는데 사업자는 전기통신사업법을 근거로 청구인이 010으로 변경하지 않는 한, 3세대 서비스 등을 이용할 수 없다며 청구인들의 요청을 거부하여 이에 청구인은 개인정보자기결정권, 인격권, 재산권, 행복추구권, 평등권을 침해한다고 주장하면서 이 사건 헌법소원심판을 청구했다.

## 결론
기각, 각하.

## 이유
이동전화번호를 구성하는 숫자는 개인의 인격이나 인간의 존엄과 관련성을 가진다고 보기 어렵고, 이동전화번호는 유한한 국가자원인 데 반해 기존 통신망 식별번호 사용자들의 번호이용은 사업자와의 서비스 이용계약 관계에 의한 것일 뿐이어서 방송통신위원회(현 과학기술정보통신부)의 이행명령으로 청구인들의 인격권과 개인정보자기결정권, 재산권이 제한된다고 볼 수 없다.

## 참고 문헌
- 헌재, "방송통신위원회 이동전화 식별번호 010 통합 이행명령은 합헌" 법률신문 보관됨 2014-11-02 - 웨이백 머신
- 오마이뉴스 13.12.02 휴대폰 번호는 인격권 아니다, 헌법재판소는 왜?